# LibreOffice Math
LibreOffice Math és l'editor de fórmules matemàtiques, de codi obert, del paquet ofimàtic LibreOffice. És una nova branca del projecte d'OpenOffice.org Math. Math és un editor de fórmules matemàtiques similar a Microsoft Equation Editor.
Com en tot el paquet de LibreOffice, es pot utilitzar en una varietat de plataformes, incloent Microsoft Windows, Linux i Macintosh.